# Corde della mia chitarra
Corde della mia chitarra – włoskojęzyczny singiel napisany przez Giuseppego Fiorellego i Maria Ruccionego, nagrany i wydany w 1957 roku oraz wykonywany przez Nunzia Galla oraz Claudia Villę. Utwór w wykonaniu artystów wygrał 7. Festiwal Piosenki Włoskiej w San Remo oraz reprezentował Włochy podczas 2. Konkursu Piosenki Eurowizji, na którym został wykonany przez Gallo.
Utwór jest najdłuższą propozycją konkursową wykonaną kiedykolwiek podczas Konkursu Piosenki Eurowizji. W oficjalnej książce dokumentującej historię imprezy, The Eurovision Song Contest: The Official History austorstwa Johna Kennedy'ego O'Connora, długość piosenki określona jest jako „ponad pięć minut”, a Des Mangan w książce This Is Sweden Calling podaje jej czas jako „5 minut i 9 sekund” i dodaje, że słuchacz w tym czasie „zapewne wymyśliłby lepsze sposoby na użycie strun tej [tytułowej] gitary”. Po finale konkursu zmieniono zasady dotyczące długości prezentowanych piosenek określając, że nie mogą one być dłuższe niż 3 minuty.
Podczas konkursu, który odbył się 3 marca 1957 roku, utwór został wykonany jako czwarty w kolejności i ostatecznie zdobył 7 punktów, plasując się na szóstym miejscu finałowej klasyfikacji. Dyrygentem orkiestry podczas występu Modugno był Armando Trovajoli.
Na stronie B płyty winylowej zamieszczono piosenkę „Cancello tra le rose”, która również została dopuszczona do stawki konkursowej 7. Festiwalu Piosenki Włoskiej w San Remo.